# Yiddish Connection
Yiddish Connection è un film del 1986 diretto da Paul Boujenah.